# 埃德温·司丹敦
埃德温·福沃德·司丹敦（英語：Edwin Forward Stanton，1901年2月22日—1968年8月29日），是美国外交官，曾任美国驻济南领事、美国驻温哥华总领事。二战结束后，成为美国首任驻泰国公使。